# Edward Drabiński

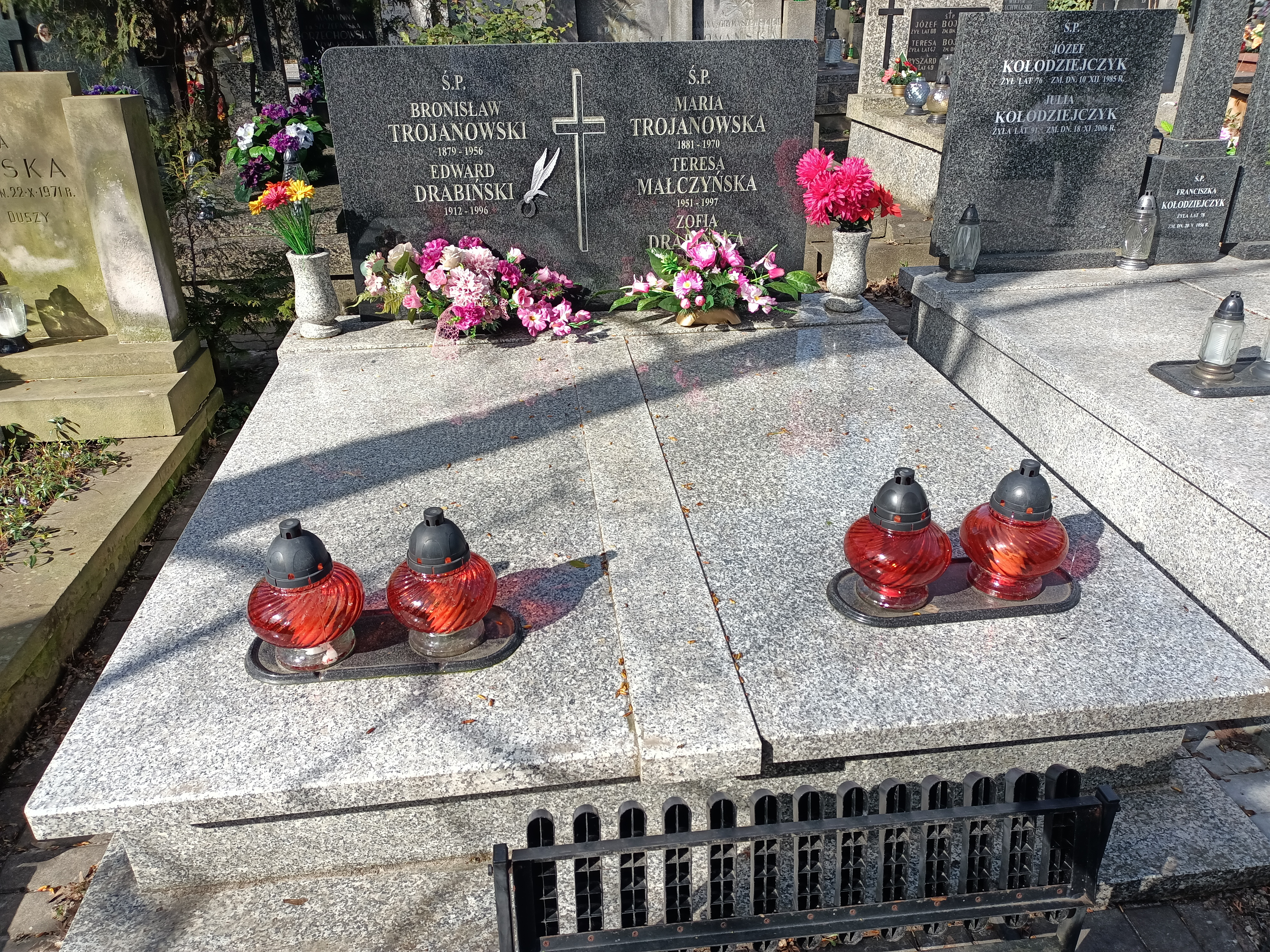
Grób profesora Edwarda Drabińskiego na cmentarzu przy ul Ryżowej.

Edward Klemens Drabiński (ur. 6 czerwca 1912 w Warszawie, zm. 28 października 1995 tamże) – polski piłkarz grający na pozycji napastnika, trener. Wieloletni zawodnik Legii Warszawa.

## Kariera piłkarska
Edward Drabiński karierę piłkarską rozpoczął w 1927 w Legii Warszawa. Debiut w drużynie Wojskowych miał miejsce 28 maja 1933 w przegranym u siebie 0:3 meczu z ŁKS Łódź. W 1938 przeniósł się do lokalnego rywala Legii – Warszawianki. W 1947 wrócił do Legii, gdzie w 1948 zakończył piłkarską karierę. Jest tym samym jedynym piłkarzem w historii Legii, który grał w niej przed i po II wojnie światowej.

## Kariera trenerska
Po zakończeniu kariery piłkarskiej Edward Drabiński rozpoczął karierę trenerską. W okresie 15 lutego-15 września 1948 był trenerem Legii Warszawa. Potem trenował m.in. ŁKS Łódź, Pafawag Wrocław, Odrę Opole, Polonię Bytom, Lechię Gdańsk, Lecha Poznań, Polonię Bydgoszcz i Gwardię Warszawa.

## Śmierć
Edward Drabiński zmarł 28 października 1995 w Warszawie w wieku 83 lat.